# Acord (muzică)
Acordul este o combinație de cel puțin trei note muzicale interpretate simultan.

Acord și arpegio

## Introducere
Un acord este un concept fundamental diferit de cel de interval deoarece acordul nu poate fi redus la intervalele constitutive. De exemplu, triadele majoră și minoră sună diferit deși ambele acorduri conțin intervalele terța mare, mică și cvinta perfectă.
Notiunea de acord ar putea fi privită ca fiind evoluția conceptului de sonoritate (en. sonority, ger. Zusammenklang), o evoluție care presupune o diferență între ceea ce este perceput (sonoritate) și ceea ce este reprezentat mental (acord).
Acordul reprezintă principalul mod de realizare a armoniei tonale și element în acompaniamentul melodiei. Rolul unui acord într-o compoziție depinde de structura acordului (numărul de note și intervalele care le separă) și, mai ales, de faptul dacă și care din notele acordului fac parte din gama compoziției. De exemplu, exact aceleași note formează un acord cu o funcție diferită in diferite game. 
Pentru notatia și structura unui acord, vedeți Acord (notație).

## Acorduri diatonice
Toate notele acordurilor diatonice aparțin gamei. 
Deoarece notele gamei diatonice nu sunt distribuite la intervale egale, structura acordurilor diatonice depinde de treapta pe care acordurile au baza.

## Acorduri de 3 note (trison sau triade)
Sunt numite și acorduri de cvintă, după intervalul dintre sunetul cel mai grav (baza) și cel mai înalt (vârful). Trisonul este acordul suprapus pe terțe.
Acestea sunt:
- în game majore: I,ii, iii, IV, V, vi, viio
- în game minore: i, iio, III, iv, v, VI, VII

## Acorduri de 4 note (de septimă)
Acestea sunt formate prin adăugarea unei a 4-a note la triadă.
- în game majore: IM7, ii7, iii7, IVM7, V7, vi7, viiø7
- în game minore: i7, iiø7, IIIM7, iv7, V7, VIM7, viio7

## Acorduri de 5 note (de nonă)
Acordul de nonă este format din 5 note. Cu adaugarea de noi note, acordurile contin din ce în ce mai multe intervalele de o secundă mică (note separate de un semiton) care sunt percepute ca fiind disonante. 
De obicei, în analiza de armonii tonală, nu apar acorduri cu mai mult de 5 note din cauza disonanțelor puternice. În perioada post-tonală au fost utilizate și acorduri cu mai multe note.

## Acorduri cromatice
În acordurile cromatice cel puțin o notă nu aparține gamei. Astfel, reprezentarea acestor acorduri necesită alterații accidentale.

## Acorduri împrumutate
Acordurile împrumutate sunt acorduri care conțin note aparținând altei game decât cea principală, adăugate fie pentru expresivitate (de exemplu, acorduri din game paralele), fie în cursul modulației sau tonicizării (o modulație de scurtă durată). 
Un exemplu de acord împrumutat pentru expresivitate este o triadă majoră cu baza pe tonică la finalul unei compoziții în minor, numită triada „de Picardia”.
Un exemplu de acord împrumutat utilizat în modulații este „V/V”, o notație care reprezintă o triadă majoră pe treapta ii (treapta ii este treapta V într-o gama „secundară” cu tonica pe treapta V a gamei „primare”).

## Acorduri alterate
Introducerea acordurilor alterate depinde de faptul dacă au o funcție utilă sau nu. Aceasta funcție poate fi determinată de obicei, constatând că o notă alterată cromatic se va deplasa în direcția alterației. Astfel, dacă de exemplu Re este alterat la Re Bemol, acordul următor va conține de obicei Do (nu înapoi la Re).

### Acordul napolitan
Acordul napolitan este format dintr-o triadă majoră cu baza cu un semiton sub treapta ii. Este notat N6 sau -II. Pentru reprezentarea într-o gamă majoră necesită două alterații bemol. Pregăteste acordul V.

### Acorduri de sextă mărită
Progresia V-I poate fi accentuată dacă este precedată de un acord care contine o sextă mărită, notat Fr+6, It+6 sau Ger+6. In acest caz, în progresia V-I, intervalul de sextă mărită crește la o octavă. 
Sextă mărită (între treptele IV și VI în octava vecină) este obtinuță prin dublă alterare (cu un semiton în sus pe treapta IV și în jos pe treapta VI) a unei cvinte mărite. Astfel, acest acord are cel puțin două alterații accidentale (1 diez și 1 bemol). Tonica este întotdeauna parte din acest acord. O nuanțare a acestui acord se face cu a 4-a notă care poate ocupa mai multe poziții. Variantele sunt numite, din motive istorice, Francez, Italian și German cu a 4-a notă pe treapta I, II și III Bemol, respectiv.

### Alte acorduri alterate
Există multe alte acorduri alterate. Unele sunt incluse în tabelul următor. 
Treapta III sau medianta superioară este notată aici {\displaystyle {\hat {3}}} (și similar pentru alte trepte) pentru a evita confuzia cu triada majoră pe treapta respectivă.
| Acord alterat (gamă majoră) | Alterații accidentale | Trepte alterate                                                                    | Precede acordul |
| N6                          | 2 ♭                   | {\displaystyle {\hat {2}}}, {\displaystyle {\hat {6}}}                             | V               |
| Fr+6                        | 1 ♯, 1 ♭              | {\displaystyle {\hat {4}}}, {\displaystyle {\hat {6}}}                             | V               |
| It+6                        | 1 ♯, 1 ♭              | {\displaystyle {\hat {4}}}, {\displaystyle {\hat {6}}}                             | V               |
| Ger+6                       | 1 ♯, 2 ♭              | {\displaystyle {\hat {3}}}, {\displaystyle {\hat {4}}}, {\displaystyle {\hat {6}}} | V               |
| +II7                        | 2 ♯                   | {\displaystyle {\hat {2}}}, {\displaystyle {\hat {4}}}                             | I               |
| +VI7                        | 2 ♯                   | {\displaystyle {\hat {1}}}, {\displaystyle {\hat {6}}}                             | V               |
| I♯5                         | 1 ♯                   | {\displaystyle {\hat {5}}}                                                         | IV              |
| IV♯5                        | 1 ♯                   | {\displaystyle {\hat {1}}}                                                         | I               |
| V♯5                         | 1 ♯                   | {\displaystyle {\hat {2}}}                                                         | II6             |

1. ↑  Matematic, raportul frecvențelor este 4:5:6 pentru triada majoră și 10:12:15 pentru cea minoră.
2. ↑  Acordurile de substituție au aceeasi funcție ca și acordurile pe care le înlocuiesc. Un exemplu des intalnit în muzica de jazz este –II, utilizat în locul lui V în progresia V-I.